# Monette
Monette – miasto w Stanach Zjednoczonych, w stanie Arkansas, w hrabstwie Craighead.